# سیاکا تینی
سیاکا تینی (انگلیسی: Siaka Tiéné؛ زاده ۲۲ فوریهٔ ۱۹۸۲) یک بازیکن فوتبال است.
وی همچنین در تیم‌های ملی فوتبال ساحل عاج ساحل عاج بازی کرده‌است.